# Iturivaktel
Iturivaktel (Ptilopachus nahani) är en hotad afrikansk hönsfågel. Liksom dess nära släkting stenvakteln förs den numera till den i övrigt amerikanska familjen tofsvaktlar efter genetiska studier. Arten förekommer i ett litet område i Centralafrika. Den tros minska i antal så pass att den är upptagen på IUCN:s röda lista över utrotningshotade arter, där listad som sårbar.

## Utseende och läte
Iturivaktel är en 23–26, skogs- och marklevande hönsfågel. Undersidan är svart med tydliga vita fläckar, ovansidan fläckad i brunt och svart. Den har vidare vit haka, rött vid näbbroten och likaså röd bar hud runt ögat. Även benen är röda, utan sporrar. Ungfågeln är mörkare ovan och har grå ben. Lätet är en sammanhängande uppbyggnad av dubbla toner som stiger i tonhöjd och volym.

## Utbredning och systematik
Fågeln återfinns i nordöstra Demokratiska republiken Kongo och västra Uganda. Tidigare betraktades den som en frankolin och placerades i släktena Francolinus eller Pternistis. Genetiska studier visar dock uppseendeväckande nog att den tillsammans med stenvaktel (P. petrosus) är närmare släkt med de amerikanska tofsvaktlarna i familjen Odontophoridae.

## Status och hot
Iturivakteln har ett mycket litet och kraftigt fragmenterat utbredningsområde som tros krympa. Dess levnadsmiljö påverkas också av habitatförstörelse. Internationella naturvårdsunionen IUCN kategoriserar den därför som sårbar, men noterar att möjligheten att fler populationer kan upptäckas i framtiden nu när dess distinkta läten är kända.

## Levnadssätt
Iturivakteln hittas mycket lokalt på marken i regnskog. Den ses vanligen i par eller smågrupper.

## Namn
Fågelns vetenskapliga artnamn hedrar Paul François Joseph Nahan (1867-1930), kapten i belgiska armen i Belgiska Kongo men även upptäcktsresande och samlare. Fram tills nyligen kallades den även nahanvaktel på svenska, men justerades 2022 till ett mer informativt namn av BirdLife Sveriges taxonomikommitté.